# Olympia (teatro)

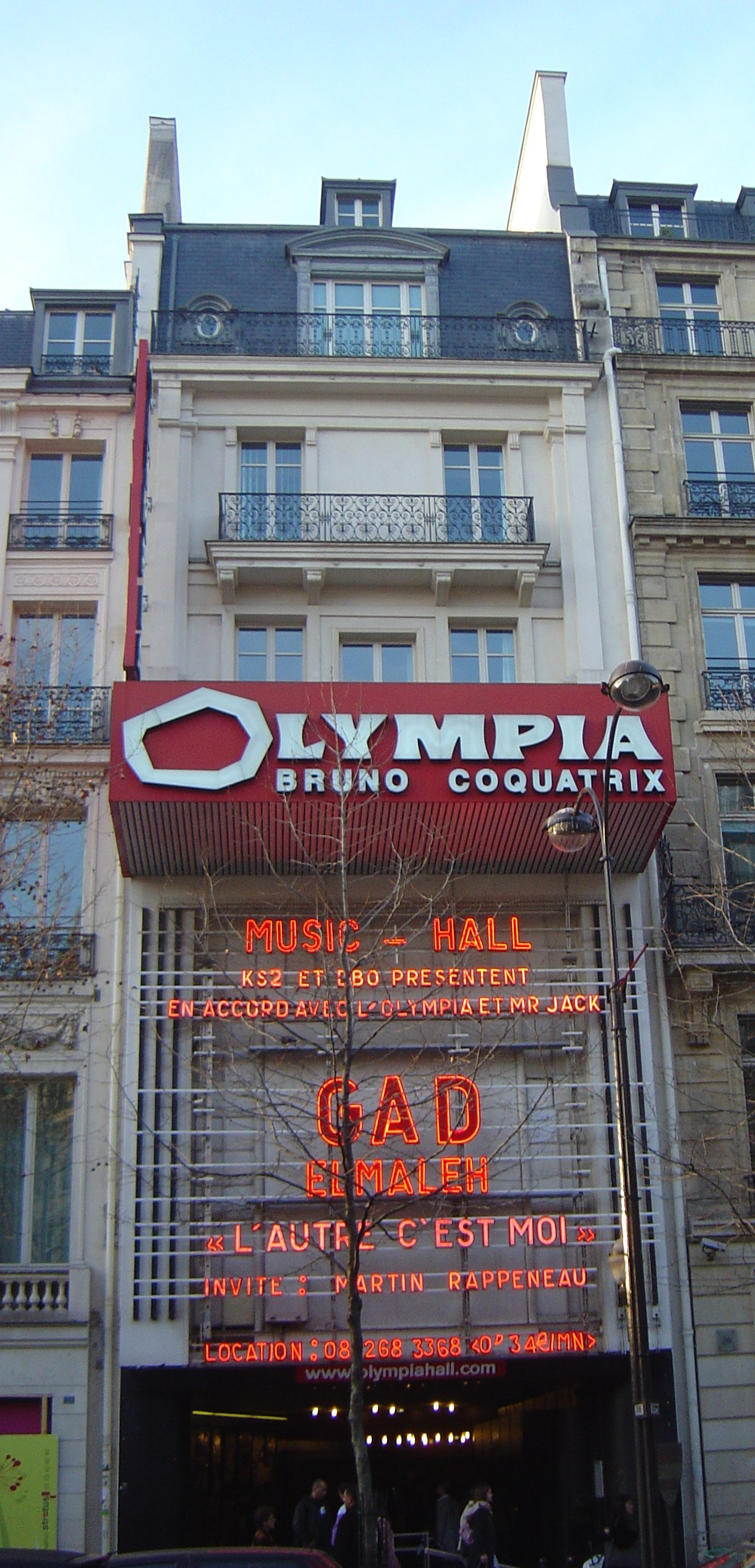
Entrata dell'Olympia

L’Olympia /ɔlɛ̃ˈpja/ è uno storico teatro di Parigi, sito nel 9º arrondissement, al n. 28 del boulevard des Capucines.

## Storia dell'Olympia
Nato nel 1888 per volontà di Joseph Oller e Charles Ziedler, che furono poi anche gli ideatori del Moulin Rouge, è il più antico music hall di Parigi ancora in attività.
La prima vedette a esibirvisi fu La Goulue, insieme con il suo gruppo di ballerine di can-can. In seguito accolse i maggiori artisti francesi, come Dalida (tête d'affiche), Mistinguett, Marie Dubas, Fréhel, Yvonne George, Joséphine Baker, Damia, Yvonne Printemps, o ancora Sheila, Mireille Mathieu, Laurent Gerra, Yves Duteil e Guy Béart.
La gloria del teatro, che poteva contenere sino a duemila persone, crebbe per poi arrestarsi nel periodo fra il 1929 e il 1944, in cui la sala venne trasformata in un cinema.

L'ingresso del teatro durante il Sacha Show di Sacha Distel, con Gerry Bruno.

Nel 1954 ne fu nominato direttore Bruno Coquatrix, che mantenne l'incarico sino alla sua morte, nel 1979. Egli ne fece soprattutto un tempio della musica nazionale francese, ed in seguito aprì la scena anche ai più significativi interpreti internazionali. Sotto la sua direzione si esibirono all'Olympia, fra gli altri, Georges Brassens, Gilbert Bécaud, Johnny Hallyday, Dalida, Charles Aznavour, Édith Piaf, Adamo, Yves Montand, Astor Piazzolla, Gerry Mulligan, Dave Gahan, Olivera Vučo, Jacques Brel e Sylvie Vartan. Nel 1964 i Beatles e i Rolling Stones vi tennero i loro primi concerti importanti al di fuori dell'Inghilterra.
Nel 1971 è stato registrato il disco dal vivo À l'Olympia di Alan Stivell, considerato da alcuni critici tra i migliori album live di folk rock di sempre.
Minacciato più volte di demolizione, nel 1993, nel centenario dell'apertura, l'Olympia fu dichiarato patrimonio culturale dall'allora Ministro della Cultura francese, Jack Lang.
Ciò fece sì che, dopo due anni di lavori, il teatro venisse ricostruito a pochi metri di distanza dalla vecchia sede, del tutto identico all'originale nella sua facciata e nei suoi famosi interni rossi.